# 司戶參軍
户曹参军，又称司户参军、户曹椽、户曹史。简称户曹、司户，古中國幕职官名。汉朝、曹魏时，司隶校尉及州、郡均设有功曹、户曹、贼曹、兵曹等官职。户曹、司户参军主要职责是掌管户籍赋税、婚姻田宅、仓库受纳（后汉陆绩、李郃都曾经当过户曹史），北齐曾一度被功曹替代。隋朝，各州、郡亦设有户曹。隋炀帝罢州置郡后，称司功、司仓、司户、司兵、司法、司士等为书佐，即司户书佐。县一级行政机构，置户曹、法曹，分职掌管县务。唐朝开元初，京师和都督府内称为户曹参军事，州内则称司户参军事。北宋，州、郡、军均沿置前朝制度。南宋时，临安府（系由州升府）沿旧称为司户参军。

## 职掌
户曹、司户参军主要职责是管理户籍、簿帐、道路、旅馆、田地、六畜、人口来往通行、免税凭证之事，对于这方面的事务，听取民众的申诉和辩论，辨明是非，加以判处。

## 编制及品位
| 行政区划                                    | 官职名称                | 编制人数 | 品位     |
| 京兆、河南、太原府                          | 户曹参军事              | 2        | 正七品下 |
| 中都督府                                    | 户曹参军事              | 1        | 从七品上 |
| 下都督府                                    | 户曹参军事              | 1        | 从七品下 |
| 上州                                        | 司户参军事              | 2        | 从七品下 |
| 中州                                        | 司户参军事              | 1        | 正八品下 |
| 下州                                        | 司户参军事 (兼掌司兵事) | 1        | 从八品下 |
| 大都护府                                    | 户曹参军事              | 1        | 正七品下 |
| 上都护府                                    | 户曹参军事              | 1        | 从七品上 |
| 万年、长安、河南、洛阳 奉先、太原、晋阳诸县 | 司户佐                  | 5        |          |
| 京兆、河南、太原诸县                        | 司户佐                  | 4        |          |
| 诸州上县                                    | 司户佐                  | 4        |          |
| 诸州中县                                    | 司户佐                  | 3        |          |
| 诸州中下县、下县                            | 司户佐                  | 2        |          |

| 行政区划 | 官职名称 | 编制人数 | 品位     |
| 上州     | 司户参军 |          | 从八品   |
| 中州     | 司户参军 |          | 正八品   |
| 下州     | 司户参军 |          | 从八品下 |

注：宋有太傅、太保、太宰、太尉、司徒、司空、大司马诸府置户曹属，加崇者户曹置掾。

## 典故
唐五代以来，参军被歧视为寒酸失意的卑官，《九国志》：“蜀王宗铢，责授司户参军，问吏曰：‘参军何官？服何衣？’曰：‘下州判司，绿衫槐笏而已。’宗铢大笑绝倒，曰：‘若要头便斩去，何能作措大官耶！’”故户曹参军又有“措大官”之称。